# Stamhuset Fjellebro
Stamhuset Fjellebro blev oprettet som stamhus i 1818 af Frederik Christian Holck-Winterfeldt og det blev ophævet igen i 1900.

## Besiddere af stamhuset
- (1801-1825) Frederik Christian Holck-Winterfeldt
- (1825-1826) Flemming Frederik Cai Holck-Winterfeldt
- (1826-1885) Gustav Christian Holck-Winterfeldt
- (1885-1900) Gustav Carl Christian Holck-Winterfeldt